# عربی بمباشی
عربی بمباشی یک پیجین زبان عربی بود که در میان نیروهای نظامی سودان مصر و انگلستان ایجاد شد و از سال ۱۸۷۰ تا ۱۹۲۰ به کار می‌رفت. بمباشی بعدها به سه شاخهٔ تورکو در چاد، کی-نوبی در کنیا و اوگاندا و عربی جوبا در سودان جنوبی تقسیم شد.